# مثل یک کابوس
مثل یک کابوس نام یک مجموعه تلویزیونی است که در سال ۱۳۹۰ از شبکه یک صدا و سیمای جمهوری اسلامی ایران به کارگردانی شهرام شاه‌حسینی و نویسندگی حامد افضلی، رؤیا خسرونجدی و فروغ فروهیده و به تهیه‌کنندگی فاطمه ثمرقندی پخش شد. تیتراژ پایانی این مجموعه توسط آریا عظیمی‌نژاد ساخته و توسط حامد بهداد خوانده شده‌است.

## خلاصه داستان
ناصر پارسا که در زندگی‌اش، چیزی برای از دست دادن ندارد؛ پس از ۳۰ سال به کشور بازمی‌گردد. او از دختر دوست قدیمی‌اش کیوان، می‌خواهد تا وکالت پرونده قتلی را بر عهده بگیرد که سالها پیش، ناصر رابه خاطر آن متهم ساخته‌اند…

## پخش
این سریال ابتدا در سال ۱۳۹۰ از شبکه یک و بعد، در اردیبهشت ۱۴۰۰از شبکه آی‌فیلم پخش شد.